# Annemarie Gössel
Annemarie Gössel (geboren im 20. Jahrhundert) ist eine deutsche Rechtsanwältin. Von 1998 bis 2008 war sie Richterin am Bayerischen Verfassungsgerichtshof.

## Leben
Annemarie Gössel studierte Rechtswissenschaften und arbeitet als Rechtsanwältin.
Gössel war Präsidentin des Bayerischen Landesfrauenausschusses (heute: Bayerischer Landesfrauenrat). Sie rief 2005 die Frauen dazu auf, sich an der Europawahl 2006 zu beteiligen: „wir Frauen sind die Mehrheit des Volkes. Der Wahl fernbleiben heißt, auf Einfluss verzichten“.
Auf Vorschlag der CSU-Fraktion wurde Annemarie Gössel am 4. Februar 1998 als Nachfolgerin für den verstorbenen Paul Diethei als nichtberufsrichterliches Mitglied des Bayerischen Verfassungsgerichtshofes vom Bayerischen Landtag gewählt. Nach Ende der regulären Amtsperiode wurde sie am 28. November 1998 für fünf Jahre und am 9. Dezember 2003 für weitere fünf Jahre wiedergewählt. Sie übte das Ehrenamt bis 2008 aus.

## Auszeichnung
- Bayerischer Verdienstorden[10]